# Karel Zima
Karel Zima (* 13. prosince 1971 Liberec) je český herec, v současnosti[kdy?] na volné noze. Jeho jediné angažmá bylo v divadle Drak v Hradci Králové. Hraje ve filmech, televizních seriálech a také v zahraničních reklamách.

## Kariéra
V Liberci chodil do základní školy v Barvířské ulici, kde zpíval v dětském sboru Ještědská nota. V lidové škole umění navštěvoval hodiny klavíru, trombónu a liturgicky dramatický kroužek. V Liberci byl také členem Stanice mladých reportérů při Českém rozhlasu, odkud pravidelně už jako dítě přispíval reportážemi a rozhlasovými rozhovory.
Poté vystudoval herectví na Státní konzervatoři v Praze. Už při studiu na konzervatoři hostoval v Divadle v Řeznické ulici, v Otevřené Divadelní Společnosti a v divadelní skupině Just, poté v divadle v Kladně a Mladé Boleslavi.
V roce 1994 se oženil se slovenskou herečkou Magdalenou Matejkovou. Od roku 1995 byl i s manželkou pět let v angažmá v Divadle Drak v Hradci Králové, v roce 1999 se společně s manželkou přestěhoval zpět do Prahy, kde je od té doby na volné noze. Spolupracoval mimo jiné s Divadlem AHA!, Divadlem Na blízko, Divadlem Bratří Formanů, Divadlem Na Prádle, Komorní scénou divadla Pod Palmovkou a dodnes také s Divadlem v Dlouhé. Od roku 2008 je předsedou O.S. Divadlo Pro malý, které do roku 2013 sídlilo v divadle Gong. Počátkem roku 2014 zaniklo jako o.s. a jeho činnost pokračuje pod názvem Divadlo z praku. V tomto divadle hraje ve většině představení, současně k nim píše scénáře. Téměř 20 let se průběžně objevuje v televizi a ve filmu v menších i větších rolích různého charakteru. V roce 2001 také účinkoval v muzikálu Evangélium podle Beatles. V minulosti spolupracoval na mnoha zahraničních projektech (film, reklama) a hraje ve filmech českých i zahraničních studentů, filmových škol (cca 35 filmů). Rolí, které v televizi a ve filmu ztvárnil do této doby[kdy?] je přes stosedmdesát.
Hraje na několik hudebních nástrojů a zpíval v několika menších hudebních skupinách. Již několik let se mu daří prosazovat také autorsky, pohádky podle jeho scénářů se hrají mnoho let na různých scénách[kde?] celé republiky. Je také autorem několika scénářů televizních pořadů a skečů.[ujasnit] Pracoval také v Českém rozhlase. Pracuje i v dabingu. Toho času[kdy?] žije v Praze, hostuje na pěti divadelních scénách,[kde?] hraje ve filmu a v televizi.

## Rodina a volný čas
Jeho bývalá manželka herečka Magdalena Zimová je stálou herečkou Divadla v Dlouhé, s ní má dvě děti (Filip a Jonáš), které rovněž mají zkušenosti s divadlem, filmem i televizí. Dne 6. července 2022 se oženil s Lucií Zimovou.
Je členem týmu Real TOP Praha, v jehož dresu se zúčastňuje charitativních zápasů a akcí.

## Záchrana cizího života
V roce 2018 zachránil život kamarádovi tím, že mu daroval ledvinu.

## Filmografie
- Silnější než já, 1990
- Jan, 1992
- Kanárská spojka, 1993
- Záhada hlavolamu, 1993
- Minulost, 1997
- Pinokio (USA), 1998
- Kremperer, 1999
- Vzkříšení, 1999
- Movie, 2000
- Šla Nanynka do zelí, 2002
- Udělení milosti se zamítá, 2002
- Non plus ultras, 2003
- Vysvobozeni láskou, 2004
- Všichni do jednoho, 2004
- Kousek nebe, 2005
- …a bude hůř, 2006
- Padlý anděl, 2006
- Poslední kouř, 2006
- Boží duha, 2007
- Ocas ještěrky, 2007
- Les mrtvých, 2008
- Jarmareční Bouda, 2008
- Jménem krále, 2008
- Alois Nebel, 2009
- Kajínek, 2009
- Čertova nevěsta, 2010
- Lidice, 2010
- Comeback – 37.díl, role instalatéra, 2010
- The Berlin projekt, 2010
- Muž s fagotem (Německo), 2010
- Czechmademan, 2010
- Poupata, 2010
- Mia Bella, 2011
- Signál, 2011
- Zejtra napořád, 2011
- Rozkoš, 2012
- Hany, 2013
- Špindl, 2017
- Špindl 2, 2019

## Televizní role
- Čertova nevěsta
- Přes padací mosty, 1988
- Poslední večeře U ptáka noha, 1994
- Kralupy nad Vltavou-dok.cykl, 1994
- O češtině včera a dnes, 1994
- Aféry – M.Sládek, 1995
- Neváhej a netoč, 1995
- Vlci ve městě, 1996
- Slzy nože, 1998
- Přepadení, 1999
- Nevyjasněná úmrtí-Hrabě, 1999
- Zdivočelá země, 2001
- Černí andělé, 2002
- Cesta byla suchá místy mokrá, 2002
- Nepodepsaný knoflík, 2002
- Šance, 2002
- Vražda kočky domácí, 2003
- Nemocnice na kraji města, 2003
- Hodný chlapec, 2003
- On je žena!, 2003
- Pátek čtrnáctého, 2003
- Malvína, 2004
- Náves, 2004
- Příkopy, 2005
- Psí kus, 2005
- Hřiště – Jů a Hele, 2005
- Comeback, 2006
- Proč bychom se netopili, 2006
- Malé velké gatě, 2006
- Tajemná truhla, 2006
- Tajemství lesní země, 2006
- Strážce duší-syndrom ozvěny, 2007
- Trapasy-Žárovka, 2007
- Škola na výsluní, 2007–2008
- Ztracený princ, 2008
- Trapasy-Zvláštní schopnosti, 2008
- Tři srdce, 2007
- Letiště, 2007
- Ordinace v růžové zahradě, 2006–2007
- Eden, 2005–2006
- Karambol, 2008
- Expozitura, 2008
- Trapasy-Zpovědní tajemství, 2009
- Trapasy-Karafa, 2009
- Dokonalý svět, 2009
- Na vlky železa, 2009
- Klub osamělých srdcí, 2009
- Tísňová volání, 2009
- Ta naše povaha česká, 2009
- Přešlapy, 2010
- Zločin na poště, 2010
- Rodina a já, 2010–2011
- Cesty domů, 2010–2011
- Ach, ty vraždy!, 2011
- Mazalové, 2011
- Game-page, 2011
- 17. listopad 1989, 2011
- Volejte majiteli, 2012
- XX. století, 2012
- Sanitka, 2012
- Nevinné lži, 2012
- Gympl, 2012
- Komici v akci, 2012
- Šoumeni, 2012
- Mazaná Julča, 2013
- Celnice, 2013
- Na druhý pohled, 2013
- Ulice, 2013
- Pan máma, 2013
- Videostop, 2013
- Soudce A.K., 2013
- U6-Úžasný svět vědy a techniky, 2014
- Vinaři, 2014 (pouze ve 2. díle)
- Krejzovi, 2019
- Slunečná, 2020